# Мекноб, Фёдор Иванович
Фёдор Иванович Мекноб (1737 — 30 марта 1791, Килия) — генерал-майор, герой штурма Измаила.

## Биография
Родился в 1737 году. В военную службу вступил в 1754 году.
С 1770 года в чине секунд-майора служил в Московском пехотном полку, принимал участие в русско-турецкой войне. 4 декабря 1770 года награждён орденом св. Георгия 3-й степени (№ 26 по кавалерским спискам)
Со вверенною ему егерскою переправившись за Дунай, атаковал 10-го ноября 770 года местечко Тульчу, разсыпав неприятеля и овладев тамошнею крепостию.
Затем он был произведён в премьер майоры и 24 ноября 1771 года получил чин подполковника. После он состоял в Невском пехотном полку и с 1778 года был полковником Азовского пехотного полка.
Произведённый в 1787 году в генерал-майоры Мекноб во главе Тамбовского пехотного полка принял участие в новой войне против турок и при штурме Измаила Мекноб командовал 3-й штурмовой колонной. При штурме был ранен пулей в ногу и за отличие награждён орденом св. Владимира 2-й степени.
Скончался Мекноб от последствий измаильской раны 30 марта 1791 года в Килии.